# Tipula baileyi
Tipula baileyi är en tvåvingeart som beskrevs av Alexander 1953. Tipula baileyi ingår i släktet Tipula och familjen storharkrankar. Inga underarter finns listade i Catalogue of Life.